# Paul Hindemith
Paul Hindemith (Hanau, Hesse, 16 de novembro de 1895 – Frankfurt am Main, 28 de dezembro de 1963) foi um compositor, violinista, violista, maestro e professor alemão.

## Biografia
Depois de já ter aprendido violino enquanto criança, Hindemith estudou composição com Arnold Mendelssohn e Bernhard Sekles no Conservatório Hoch em Frankfurt am Main (1909-1917). Após servir o exército, continuou sua carreira de violinista como integrante do quarteto de cordas de Adolf Rebner e na Orquestra da Ópera de Frankfurt. Em 1921 foi um dos fundadores do Amar Quartet, onde tocava viola, é considerado um nome importante na história deste instrumento por ter contribuído imensamente com a composição de obras para viola solista.  
As estreias de suas primeiras obras teatrais em Estugarda, Mörder e Das Nusch Nuschi renderam-lhe notoriedade. Em 1920, porém, com a primeira audição do Quarteto de Cordas Op. 16 no Festival de Donaueschingen, Paul Hindemith reiterou sua competência enquanto violinista, e, ao mesmo tempo, conquistou a fama de compositor mais significativo da vanguarda alemã. Posteriormente colaborou com vários compositores, incluindo Anton Webern e Arnold Schoenberg, tendo sido solista em várias digressões (turnês, em português do Brasil), pelos Estados Unidos da América no final da década de 1930.
Apesar dos protestos do maestro Wilhelm Furtwängler, a sua música foi definida como "degenerada" pelos nazis e, em 1940, Paul Hindemith emigrou para os Estados Unidos da América, onde leccionou na Universidade de Yale, tendo alunos como Lukas Foss, Norman Dello Joio, Harold Shapero e Ruth Schonthal. Adquiriu a cidadania norte-americana em 1946, mas regressou à Europa em 1953, vivendo em Zurique e lecionando na universidade local.
No final da sua vida começou a dirigir mais. Ganhou o Prémio Balzan em 1962 tendo falecido no ano seguinte, de pancreatite aguda.